# Ugolino da Orvieto
Ugolino da Orvieto, o Urbevetano, oppure Ugolino di Francesco da Orvieto o anche Ugolino da Forlì (Forlì, 1380 circa – Ferrara, post 1457), è stato un compositore e teorico della musica italiano, a cui è attribuita l'invenzione del pentagramma.

## Biografia
Nato a Forlì, secondo Flavio Biondo, e certamente forlivese di formazione, è figlio di Francesco, originario di Orvieto. Perciò è detto "Urbevetano", ossia "da Orvieto".
Ugolino, prima parroco della chiesa urbana forlivese di Sant'Antonio Abate in Ravaldino, è poi annoverato tra i canonici del duomo di Forlì nel 1411. Fa parte della rappresentanza della diocesi di Forlì al Concilio di Costanza.
Nel 1416-1417, è menzionato, insieme a Jacopo Masi da Forlì, come prete cantore di Santa Maria del Fiore, il duomo di Firenze.
Tornato a Forlì, diventa arcidiacono del duomo e, pare, maestro di cappella (quanto meno ante litteram). In ogni caso, nel 1426 si esibisce a Ferrara con il coro della cattedrale di Forlì.
Nel 1427, è vicario episcopale ad interim, nell'assenza del vescovo: nuovo ordinario diocesano sarà Giovanni Caffarelli.
È testimone oculare dell'incendio del 4 febbraio 1428 che distrusse una scuola di Forlì, e dove, tra le poche altre cose, si salvò la xilografia della poi Madonna del Fuoco, evento attribuito dalla chiesa ad un miracolo, il miracolo della Madonna del Fuoco.
Nel 1429 è eletto diacono alla cattedrale di Ferrara, ma a novembre di quell'anno vive ancora a Forlì.
La sua presenza a Ferrara è documentata nel marzo 1431.
Probabilmente si interessa di vicende politiche abbracciando la causa guelfa, cioè la parte della Chiesa. Viene quindi costretto all'esilio per essere entrato in contrasto con gli Ordelaffi, signori di Forlì, ghibellini.
Nel 1442, risiede ormai stabilmente a Ferrara, dove muore dopo il 1457.

## Opere
Tra il 1430 e il 1440 scrive un trattato in cinque libri, Declaratio musicae disciplinae, e commenta il De musica mensurata.
Dalle testimonianze, ricaviamo che fu «uomo famoso assai» e ancora «glorioso musico e inventor delle note sopra gli articoli delle dita delle mani».
Ugolino sostiene che il fine della musica theoretica è «praticae musicae intellectu speculativo rationem comprehendere, et in ea perspicaci intelligentiae speculo speculari»; inoltre afferma di aver dedotto le regole del contrappunto, quali sono esposte nel suo trattato, «proportionum merito et aurium vero mediante iudicio».